# 저작권특별사법경찰대
저작권특별사법경찰대는 '사법경찰관리의 직무를 수행할 자와 그 직무범위에 관한 법률'에 근거하여 저작권침해행위에 대하여 특별사법경찰 업무를 수행하는 문화체육관광부 소속기관이다.

## 주요 업무
- 온라인 수사전문요원 육성
- 디지털수사를 위한 포렌식 시스템 구축

## 소속기관
- 저작권특별사법경찰대 서울사무소
- 저작권특별사법경찰대 광주사무소
- 저작권특별사법경찰대 대구사무소
- 저작권특별사법경찰대 대전사무소
- 저작권특별사법경찰대 부산사무소

## 같이 보기
- 문화체육관광부
- 한국저작권위원회